# Vissel Kobe
Maillots
Actualités
Le Vissel Kobe (ヴィッセル神戸) est un club japonais de football basé à Kobe, capitale de la préfecture de Hyōgo.

## Historique

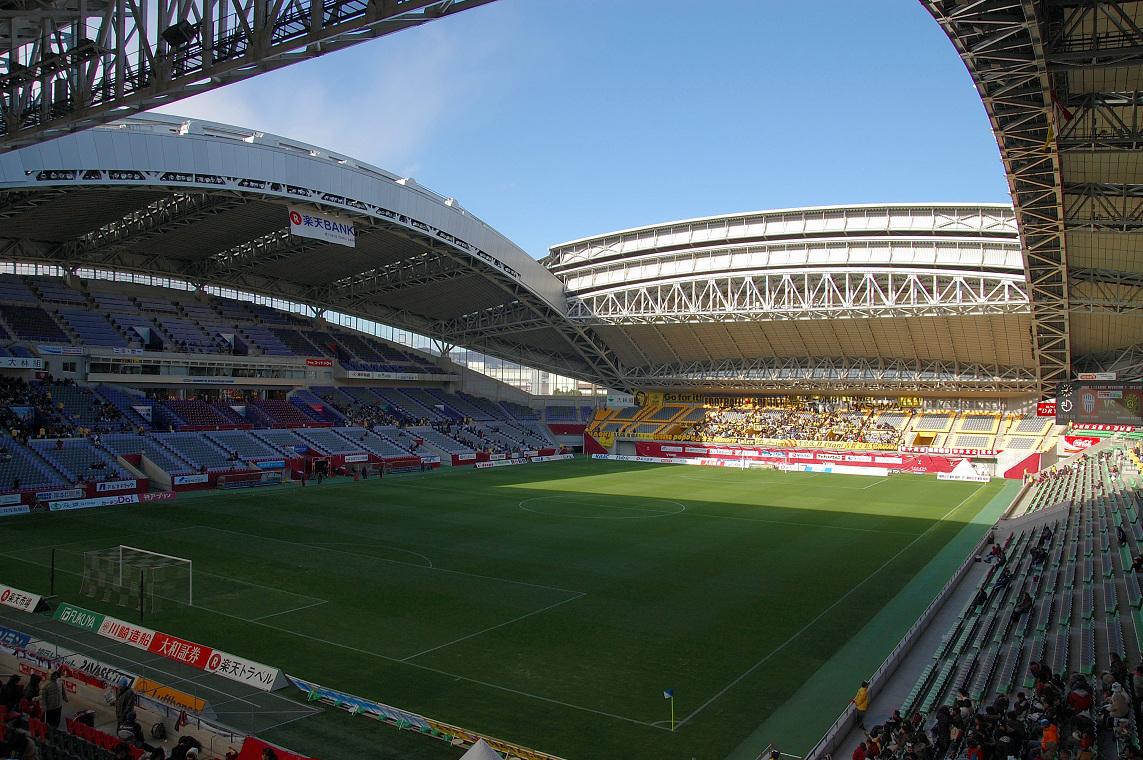
Home's Stadium Kobe

En 1966, le club est fondé sous le nom de Kawasaki Seitetsu Mizushima Soccer-bu à Kurashiki. En 1986, le club est promu en deuxième division japonaise. En 1987, le nom est raccourci en  Kawasaki Seitetsu Soccer-bu (Kawasaki Steel Soccer Club).
Lorsqu'est créée la J. League et sa division inférieure la Japan Football League (JFL), le club échoue de peu la montée en JFL. En 1994, le club est renommé Vissel Kobe. Vissel est la combinaison des mots "victory" (victoire), et "vessel" (navire).
En 1997, le club est admis en J. League à la place de Honda FC. Depuis Vissel Kobe n'a été relégué qu'une seule fois en 2005 mais remonte directement la saison suivante. En J. League le club malgré la venue de joueurs étrangers de renom n'a jamais joué de premier rôle.
Les arrivées successives de l'international allemand Lukas Podolski et des internationaux espagnols Andrés Iniesta et David Villa marquent une période de succès pour le Vissel. Le club remporte son premier titre, la Coupe de l'Empereur 2019. L'année suivante, il soulève la Supercoupe du Japon après une séance de tirs au but mémorable au terme d'un match à rebondissement contre le Yokohama F. Marinos disputé au Stade Saitama 2002. Tandis que les deux premiers tirs au but de chaque équipe sont réussis, pas moins de neuf consécutifs sont ratés par les deux équipes.
Le 13 décembre 2020, le Vissel dispute la demi-finale de Ligue des champions de l'AFC et s'incline sur le score de 2-1 contre les Sud-Coréens de l'Ulsan Hyundai. Le 25 novembre 2023, ils finissent champion de la J.League 1 pour la première fois de leur histoire.

## Palmarès
| Compétitions nationales | Compétitions internationales                                                        |
| - Championnat du Japon (2) - Champion : 2023 et 2024 - Coupe du Japon (2) - Vainqueur : 2019 et 2024 - Supercoupe du Japon (1) - Vainqueur : 2020 - Finaliste : 2024, 2025 - Championnat du Japon de deuxième division (0) - Vice-champion : 2013 | - Ligue des champions de l'AFC (0) - Meilleure performance : demi-finaliste en 2020 |

## Joueurs et personnalités du club

### Entraîneurs
Le tableau suivant présente la liste des entraîneurs du club depuis 1997.
| Rang | Nom               | Période   |
| ---- | ----------------- | --------- |
| 1    | Stuart Baxter     | 1997      |
| 2    | Hiroshi Kato      | 1997      |
| 3    | Benito Floro      | 1998      |
| 4    | Harumi Kori       | 1998      |
| 5    | Ryoichi Kawakatsu | 1999-2002 |
| 6    | Hiroshi Matsuda   | 2002      |
| 7    | Hiroshi Soejima   | 2003      |
| 8    | Ivan Hašek        | 2003-2004 |

| Rang | Nom              | Période   |
| ---- | ---------------- | --------- |
| 9    | Hiroshi Kato     | 2004      |
| 10   | Hideki Matsunaga | 2005      |
| 11   | Émerson Leão     | 2005      |
| 12   | Pavel Řehák      | 2005      |
| 13   | Stuart Baxter    | 2006      |
| 14   | Hiroshi Matsuda  | 2007-2008 |
| 15   | Caio Júnior      | 2008-2009 |
| 16   | Masahiro Wada    | 2009      |

| Rang | Nom                       | Période              |
| ---- | ------------------------- | -------------------- |
| 17   | Toshiya Miura             | 2009-2010            |
| 18   | Masahiro Wada             | 2010-2012            |
| 19   | Ryo Adachi (en) (intérim) | 2012                 |
| 20   | Akira Nishino             | 2012                 |
| 21   | Ryo Adachi (en)           | 2012-2014            |
| 22   | Nelsinho Baptista         | 2015-2017            |
| 23   | Takayuki Yoshida          | 2017-2018            |
| 24   | Juanma Lillo              | sept. 2018-avr. 2019 |

| Rang | Nom                 | Période              |
| ---- | ------------------- | -------------------- |
| 25   | Takayuki Yoshida    | avr. 2019-juin 2019  |
| 26   | Thorsten Fink       | juin 2019-2020       |
| 27   | Atsuhiro Miura      | 2020-mars 2022       |
| 28   | Lluís Planagumà     | mars 2022-avril 2022 |
| 29   | Miguel Ángel Lotina | avril 2022-juin 2022 |
| 30   | Takayuki Yoshida    | juin 2022-           |

### Joueurs emblématiques
- Kyogo Furuhashi (2018-2021)
- Shoji Jo (2002)
- Kazuyoshi Miura (2001-2005)
- Keijiro Ogawa (2010-2020)
- Yoshito Ōkubo (2007-2012)
- Gōtoku Sakai (2019-
- Lukas Podolski (2017-2019)
- Thomas Vermaelen (2019-2022)
- Patrick Mboma (2004-2005)
- Kim Do-hoon (1998-1999)
- Kim Seung-gyu (2016-2019)
- Michael Laudrup (1996-1997)
- Andrés Iniesta (2018-2023)
- Bojan Krkić (2021-2022)
- Juan Mata (2023)
- Sergi Samper (2019-2023)
- David Villa (2019-2020)
- Zied Tlemçani (1995-1997)

## Bilan saison par saison
Ce tableau présente les résultats par saison du Vissel Kobe dans les diverses compétitions nationales et internationales depuis la saison 1997.
| Saison | Championnat | Championnat | Championnat | Championnat | Championnat | Championnat | Championnat | Championnat | Championnat | Championnat | Coupe du Japon   | Coupe de la Ligue | Supercoupe | Coupes d'Asie    |
| Saison | Division    | Pos         | Pts         | J           | V           | N           | D           | BP          | BC          | Diff.       | Coupe du Japon   | Coupe de la Ligue | Supercoupe | Coupes d'Asie    |
| ------ | ----------- | ----------- | ----------- | ----------- | ----------- | ----------- | ----------- | ----------- | ----------- | ----------- | ---------------- | ----------------- | ---------- | ---------------- |
| 1997   | J1 League   | 16e         | 24          | 32          | 9           | -           | 23          | 43          | 78          | -35         | 4e tour          | Phase de groupe   | -          | -                |
| 1998   | J1 League   | 17e         | 25          | 34          | 9           | -           | 25          | 45          | 89          | -44         | 3e tour          | Phase de groupe   | -          | -                |
| 1999   | J1 League   | 10e         | 37          | 30          | 12          | 4           | 14          | 38          | 45          | -7          | -                | 1er tour          | -          | -                |
| 2000   | J1 League   | 13e         | 33          | 30          | 11          | 1           | 18          | 40          | 49          | -9          | Demi-finales     | 2e tour           | -          | -                |
| 2001   | J1 League   | 12e         | 33          | 30          | 9           | 7           | 14          | 41          | 52          | -11         | 4e tour          | 2e tour           | -          | -                |
| 2002   | J1 League   | 14e         | 31          | 30          | 10          | 3           | 17          | 33          | 44          | -11         | 3e tour          | Phase de groupe   | -          | -                |
| 2003   | J1 League   | 13e         | 30          | 30          | 8           | 6           | 16          | 35          | 63          | -28         | Quarts de finale | Phase de groupe   | -          | -                |
| 2004   | J1 League   | 11e         | 36          | 30          | 9           | 9           | 12          | 50          | 55          | -5          | 4e tour          | Phase de groupe   | -          | -                |
| 2005   | J1 League   | 18e         | 21          | 34          | 4           | 9           | 21          | 30          | 67          | -37         | 4e tour          | Phase de groupe   | -          | -                |
| 2006   | J2 League   | 3e          | 86          | 48          | 25          | 11          | 12          | 78          | 53          | +25         | 3e tour          | -                 | -          | -                |
| 2007   | J1 League   | 10e         | 47          | 34          | 13          | 8           | 13          | 58          | 48          | +10         | 5e tour          | Phase de groupe   | -          | -                |
| 2008   | J1 League   | 10e         | 47          | 34          | 12          | 11          | 11          | 39          | 38          | +1          | 5e tour          | Phase de groupe   | -          | -                |
| 2009   | J1 League   | 14e         | 39          | 34          | 10          | 9           | 15          | 40          | 48          | -8          | 4e tour          | Phase de groupe   | -          | -                |
| 2010   | J1 League   | 15e         | 38          | 34          | 9           | 11          | 14          | 37          | 45          | -8          | 3e tour          | Phase de groupe   | -          | -                |
| 2011   | J1 League   | 9e          | 46          | 34          | 13          | 7           | 14          | 44          | 45          | -1          | 3e tour          | 1er tour          | -          | -                |
| 2012   | J1 League   | 16e         | 39          | 34          | 11          | 6           | 17          | 41          | 50          | -9          | 2e tour          | Phase de groupe   | -          | -                |
| 2013   | J2 League   | 2e          | 83          | 42          | 25          | 8           | 9           | 78          | 41          | +37         | 3e tour          | -                 | -          | -                |
| 2014   | J1 League   | 11e         | 45          | 34          | 11          | 12          | 11          | 49          | 50          | -1          | 2e tour          | Quarts de finale  | -          | -                |
| 2015   | J1 League   | 12e         | 38          | 34          | 10          | 8           | 16          | 44          | 49          | -5          | Quarts de finale | Demi-finales      | -          | -                |
| 2016   | J1 League   | 7e          | 55          | 34          | 16          | 7           | 11          | 56          | 43          | +13         | 4e tour          | Quarts de finale  | -          | -                |
| 2017   | J1 League   | 9e          | 44          | 34          | 13          | 5           | 16          | 40          | 45          | -5          | Demi-finales     | Quarts de finale  | -          | -                |
| 2018   | J1 League   | 10e         | 45          | 34          | 12          | 9           | 13          | 45          | 52          | -7          | 4e tour          | Tour préliminaire | -          | -                |
| 2019   | J1 League   | 8e          | 47          | 34          | 14          | 5           | 15          | 61          | 59          | +2          | Vainqueur        | Phase de groupe   | -          | -                |
| 2020   | J1 League   | 14e         | 36          | 34          | 9           | 9           | 16          | 50          | 59          | -9          | -                | Quarts de finale  | Vainqueur  | Demi-finales     |
| 2021   | J1 League   | 3e          | 73          | 38          | 21          | 10          | 7           | 62          | 36          | +26         | 4e tour          | Tour préliminaire | -          | -                |
| 2022   | J1 League   | 13e         | 40          | 34          | 11          | 7           | 16          | 35          | 41          | -6          | Quarts de finale | Quarts de finale  | -          | Quarts de finale |
| 2023   | J1 League   | 1er         | 71          | 34          | 21          | 8           | 5           | 60          | 29          | +31         | Quarts de finale | Phase de groupe   | -          | -                |
| 2024   | J1 League   | 1er         | 72          | 38          | 21          | 9           | 8           | 61          | 36          | +25         | Vainqueur        | 1er tour          | Finaliste  | en cours         |
| Saison | Division    | Pos         | Pts         | J           | V           | N           | D           | BP          | BC          | Diff.       | Coupe du Japon   | Coupe de la Ligue | Supercoupe | Coupes d'Asie    |
| Saison | Championnat |             |             |             |             |             |             |             |             |             | Coupe du Japon   | Coupe de la Ligue | Supercoupe | Coupes d'Asie    |